# Hashtīān
Hashtīān (persiska: هَشتيان, هَشتيّان, هَشتِيان, هشتیان) är en ort i Iran.   Den ligger i provinsen Västazarbaijan, i den nordvästra delen av landet, 600 km väster om huvudstaden Teheran. Hashtīān ligger 1 702 meter över havet och antalet invånare är 818.
Terrängen runt Hashtīān är varierad. Hashtīān ligger nere i en dal.Runt Hashtīān är det ganska tätbefolkat, med 185 invånare per kvadratkilometer. Närmaste större samhälle är Jūjahī, 9,7 km väster om Hashtīān. Trakten runt Hashtīān består i huvudsak av gräsmarker.